# Gewog di Dungtoe
Il gewog di Dungtoe è uno dei quindici raggruppamenti di villaggi del distretto di Samtse, nella regione Occidentale, in Bhutan.